# Roger Payen
Roger Payen, né le 14 janvier 1913 à Puiseaux (Loiret) et mort le 12 novembre 2012 à Aubenas (Ardèche), est un résistant communiste français. Ancien élève de l'école Boulle, doué d'une grande culture, ami et compagnon de célèbres intellectuels, il est aussi un militant communiste et antifasciste de la première heure.
En 1930, il entre aux Jeunesses Communistes.
Il fut arrêté le 2 mars 1943 avec son épouse Suzanne Payen pour des raisons politiques. Ils seront torturés par les Brigades spéciales de la préfecture de police de Paris. De mars 1943 à août 1944, il est emprisonné à la prison de la Santé à Paris. Il y produira 250 dessins et peintures d'une grande diversité malgré le peu d'outils disponibles. Ses créations sont pour lui une manière de s'approprier les lieux et de les subvertir. Son art ainsi affranchi du marché porte le moral et les espoirs d'une communauté solidaire. Il reconstitue notamment sa cellule dans des boîtes d'allumettes. Par ailleurs, il participe à la publication clandestine du journal Le Patriote de la Santé et dénonce le meurtre de trente-quatre prisonniers le 14 juillet 1944.
Après la guerre, il est élu au conseil municipal de Draveil (Essonne) et membre du Comité directeur de l'Union des Arts Plastiques.

## Œuvres
- 1943/44 : "Vue de la cellule", boîte d'allumette peinte, Musée de la Résistance nationale de Champigny-sur-Marne
- 1943/44 : "Boîte d'allumettes (cellule 11-22 de la prison de la Santé)", boîte d'allumette, Musée de la Résistance nationale
- 1943/44 : "La Cellule (groupe dans la 11-22), gouache et crayon sur papier, Musée de la Résistance nationale
- 1943/44 : "Carnet Le Chant du Silence n°00 (université clandestine)", carnet relié, Musée de la Résistance Nationale
- 1943/44 : "Le déjeuner sur l'herbe", gouache et crayon sur papier, Musée de la Résistance nationale
- 1944 : "Vue de la Prison de la Santé (avec les drapeaux)", gouache sur papier, Musée de la Résistance nationale
- 1944 : "Carte du 1er mai", gouache sur papier, Musée de la Résistance nationale